# Polydesma zethesoides
Polydesma zethesoides är en fjärilsart som beskrevs av Pierre E.L. Viette 1966. Polydesma zethesoides ingår i släktet Polydesma och familjen nattflyn. Inga underarter finns listade i Catalogue of Life.